# Krakowski Chór Akademicki Uniwersytetu Jagiellońskiego
Krakowski Chór Akademicki Uniwersytetu Jagiellońskiego (od października 2006 roku współtworzy jako skład męski Chór Akademicki Uniwersytetu Jagiellońskiego Camerata Jagiellonica) – najstarszy chór akademicki w Polsce i jeden z najstarszych w Europie, założony w 1878 roku przez Wiktora Barabasza i Józefa Walczyńskiego przy Uniwersytecie Jagiellońskim. Śpiewakami Chóru są studenci i absolwenci Uniwersytetu Jagiellońskiego, a także innych krakowskich Uczelni.

## Historia
Krakowski Chór Akademicki UJ dwukrotnie był represjonowany i oficjalnie rozwiązywany (1939−45, 1950−57). Obecnie nazwa Krakowski Chór Akademicki UJ [skrót KChA UJ] została zachowana dla chóru męskiego (skład koncertowy liczy 16 osób), który wraz z powstałym w październiku 2006 roku Chórem Żeńskim UJ współtworzy Chór Akademicki Uniwersytetu Jagiellońskiego Camerata Jagellonica. W wyniku działań władz Uniwersytetu Jagiellońskiego w 2006 roku powstał Żeński Chór Akademicki UJ, który w połączeniu z KChA UJ (chórem męskim) stworzył chór mieszany (w 2009 roku mieszany skład otrzymał nazwę Chór Akademicki UJ Camerata Iagellonica, natomiast 11 października 2013 nazwę zmieniono na Camerata Jagellonica). Obecnie więc na Uniwersytecie Jagiellońskim działają trzy chóry akademickie.
Chór KChA UJ uczestniczył we wszystkich znaczących imprezach społecznych i kulturalnych, jakie miały miejsce w Krakowie, czyli m.in.:
- obchody 300-lecia śmierci Stefana Batorego,
- 200-lecie „Odsieczy wiedeńskiej”,
- 100-lecie insurekcji kościuszkowskiej.

Był obecny podczas uroczystości 500-lecia wiktorii grunwaldzkiej, śpiewem towarzyszył uczestnikom VIII Wszechświatowego Kongresu Esperantystów, „chrzcił” Teatr Miejski imieniem Juliusza Słowackiego, a gdy otwarto w Krakowie studio Polskiego Radia, pierwszy koncert dał w nim kwartet śpiewaków z Chóru Akademickiego. Swym występem chór uświetnił złożenie prochów Adama Mickiewicza i Juliusza Słowackiego na Wawelu i Stanisława Wyspiańskiego na Skałce. Śpiewał dla wielu znamienitych osobistości w tym dla: Józefa Piłsudskiego, Ferdinanda Focha, Piusa XI, Jana Pawła II, George’a Busha. Odbywał też wiele zagranicznych tras koncertowych (w sumie 58 razy, stan na 2011 rok). Odwiedził takie kraje jak: Niemcy, Włochy, Watykan, USA, Izrael, Palestyna, Rumunia, ZSRR, Francja, a także Hiszpania oraz Chiny.
Od 1995 chór jest członkiem Europejskiej Federacji Chórów „Europa Cantat” z siedzibą w Bonn. W ramach współpracy z Europejską Akademią Chóralną z Mainz uczestniczył w jej koncertach, na których wykonano VIII Symfonię Mahlera w Niemczech, Francji i Austrii (1998) i Requiem dla młodego poety B.A. Zimmermanna, wystawione we Freiburgu i w słynnej Carnegie Hall w Nowym Jorku (1999).
Od października 2006 roku na terenie Uniwersytetu Jagiellońskiego działają trzy chóry: tradycyjnie męski (od 1878), żeński oraz mieszany. Pierwszym dyrygentem Chóru Żeńskiego została s. Adriana Miś CSS a chóru mieszanego Włodzimierz Siedlik. Od 2009 roku Chór (skład mieszany) występuje pod nazwą Chór Akademicki UJ Camerata Iagellonica. W sierpniu 2009 Chór UJ Camerata Iagellonica brał udział w prawykonaniu dzieła kompozytora Bartłomieja Gliniaka do tekstów Zbigniewa Książka Oratorium Kalwaryjskie. Koncert w obecności kilkudziesięciu tysięcy widzów odbył się 15 sierpnia 2009 roku w Kalwarii Zebrzydowskiej z okazji:
- 800-lecia istnienia Zakonu Franciszkańskiego
- 400-lecia konsekracji kościoła oo. Bernardynów w Kalwarii Zebrzydowskiej
- 30-lecia podniesienia świątyni do godności bazyliki mniejszej przez Jana Pawła II
- 30-lecia I pielgrzymki Ojca Świętego do Kalwarii Zebrzydowskiej
- 10-lecia wpisu sanktuarium na listę światowego dziedzictwa UNESCO.

Do ważnych wydarzeń artystycznych zespołu należałoby zaliczyć również i występ Chóru na 11 China Shanghai International Arts Festival.
27 stycznia 2010 Krakowskiemu Chórowi Akademickiemu UJ przyznany został Złoty Medal „Zasłużony Kulturze Gloria Artis” – w dowód uznania za ponad 130-letnią nieprzerwaną działalność kulturalną w środowisku akademickim Krakowa i Polski, za jego wkład w krzewienie i promowanie polskiej twórczości chóralnej i muzycznej, wreszcie – za rozsławianie imienia Almae Materis Iagellonicae.
Nazwa „Krakowski Chór Akademicki Uniwersytetu Jagiellońskiego” tradycyjnie została zachowana dla zespołu męskiego, który do wiosny 2009 działał pod dyrygenturą Tomasza Półtoraka. Od marca 2009 do 2017 roku Krakowski Chór Akademicki Uniwersytetu Jagiellońskiego (tradycyjnie męski, skrót KChA UJ) prowadził Oleg Sznicar (absolwent Konserwatorium Państwowego w Moskwie). Od 2017 roku KChA UJ działa pod batutą Janusza Wierzgacza. Funkcje akompaniatora i asystenta pełni Łukasz Lelek (AM w Krakowie), zajęcia z emisji głosu prowadził do 2012 roku Michał Barański, obecnie dr Marcin Wolak [AM w Krakowie].
W styczniu 2013 Krakowski Chór Akademicki UJ [tradycyjnie męski] zdobył III Nagrodę na XX Myślenickim Festiwalu Pieśni Chóralnej „Kolędy i Pastorałki Myślenice” w kategorii chóry jednorodne, w kwietniu 2013 II Miejsce, Złotą Strunę i nagrodę pieniężną na XV Małopolskim Konkursie Chórów w Niepołomicach.

## Dyskografia[3]
- „Oremus pro Pontifice nostro Johanne Paulo II” – dedykowaną i wręczoną Janowi Pawłowi II (26.04.1998) „w XX rocznicę Pontyfikatu od 120-letniego Chóru UJ”.
- „Liryka Polska” – na Jubileusz 600-lecia Odnowienia UJ
- „W Dzień Bożego Narodzenia” – kolędy polskie, zostały wydane w grudniu 2001 roku dla uczczenia pamięci Prymasa Tysiąclecia ks. Stefana Wyszyńskiego.
- IX Symfonia Ludwiga van Beethovena – nagrana wspólnie z chórami uniwersyteckimi Wrocławia i Warszawy, krakowskiego PAT-u oraz Capelli Cracoviensis – zadedykowana Ojcu Świętemu na XXV-lecie pontyfikatu.
- Na Święto UJ – z utworami St. Moniuszki, L. van Beethovena i W.A. Mozarta – został zrealizowany projekt wspólnego koncertu Chóru UJ i Orkiestry Uniwersytetu w Heidelbergu, a jego efektem jest płyta.
- „Pieśń Rodzin Katyńskich” – płyta wydana przez Pomaton EMI z utworami Henryka Mikołaja Góreckiego, nagranie dokonane wspólne z Chórem Papieskiej Akademii Teologicznej w Krakowie i Chórem Akademii Rolniczej w Krakowie w 2007, pierwsza rejestracja utworu Pieśń Rodzin Katyńskich, płyta dedykowana mistrzowi na 75 urodziny.
- Uniwersytet Jagielloński Janowi Pawłowi II [KCHA UJ 007] – płyta dedykowana Swojemu byłemu Studentowi, Doktorowi Habilitowanemu oraz Doktorowi Honoris Causa Błogosławionemu Janowi Pawłowi II. Wykonawcy – Chór Akademicki Uniwersytetu Jagiellońskiego Camerata Iagellonica i Andrzej Białko [organy]. Płyta zawiera utwory Feliksa Nowowiejskiego: Missa Pro Pace op.49 (jest to pierwsza fonograficzna rejestracja wersji na chór i organy) i Ojczyzna op. 18 na chór i organy.
- Muzyczna przyjaźń – Musikfreundschaft [KCHA UJ 008] – rejestracja na żywo koncertu partnerskich chórów: Camerata Iagellonica i Madrigalchor der Hochschule fûr Musik Nûrnberg i orkiestry dętej Blechblâserensemble der FAU Erlangen-Nûrnberg, który odbył się w dniu 9 marca 2010 roku w kościele św. Jakuba w Norymberdze.
- Oratorium Kalwaryjskie – 2-płytowy album, nagranie koncertowe z dnia 15 sierpnia 2009 roku, wydany przez Universal Music Polska, premiera albumu 26 marca 2010, status Złotej Płyty nadany 5 maja 2010[4].
- W Dzień Bożego Narodzenia – kolędy polskie a’cappella oraz z orkiestrą symfoniczną Passionart w opracowaniu Henryka Jana Botora, Dawida Kusza OP, Macieja Małeckiego, premiera płyty 16 grudnia 2015.

## Dyrygenci i kierownictwo chóru

### Dyrygenci chóru męskiego
Od 1878 jako Krakowski Chór Akademicki Uniwersytetu Jagiellońskiego, od 2009 również jako skład męski Chóru Akademickiego UJ Camerata Jagellonica:
- 1878–1903: Wiktor Barabasz, kier. art i dyrygent
- 1887–1890: Eugeniusz Grabowski
- 1887–1890: Stanisław Ciechanowski
- 1890–1894: Teodor Lewicki
- 1890–1894: Malawski Włodzimierz
- 1891–1892: Franciszek Jaglarz
- 1892–1897: Aleksander Harasowski
- 1896–1898: Alfred Jendl
- 1897–1900: Cezary Zawiłowski
- 1899–1900: Tadeusz Tuszyński
- 1900–1902: Śebesta Wacław
- 1900–1902: Kazimierz Niżyński
- 1901–1903: Józef Krudowski
- 1901–1903: Piotr Kośiński
- 1902–1904: Jan Walcher
- 1902–1903: Alfred Langer
- 1903–1919: Bolesław Wallek-Walewski, kier. art. i dyrygent
- 1904–1910: Teofil Wójcik
- 1906–1907: Tadeusz Bukowski
- 1907–1908: Bolesław Raczyński
- 1910–1914: Marian Rudnicki, zast. kier. artystycznego
- 1918–1919: Karol Lewicki
- 1920–1921: Tadeusz Strojny
- 1921–1922: Władysław Klimczyk
- 1921–1925: Stanisław Wróblewski
- 1923: Michał Świerzyński, kier. art. i dyrygent
- 1923–1926: Stanisław Matuszyk
- 1927–1929: Tadeusz Pisarski
- 1923–1929: Józef Życzkowski
- 1928–1939: Adam Kopyciński, kier. art. i dyrygent
- 1933–1935: Władysław Horaczek
- 1935: Wacław Geiger, zast. kier. artyst
- 1935–1937: Karol Kwinta
- 1945–1946: Adam Kopyciński
- 1946–1947 Wacław Geiger
- 1947–1950: Stanisław Has, kierownik art. i dyrygent
- 1958–1959: Stanisław Gałoński, kierownik art. i dyrygent
- 1958–1960: Marian Lida, drugi kierownik art. i dyrygent
- 1959–1960: Adam Zawiślak, asystent kier. art.
- 1960–1962: Jerzy Jamiński, zast. dyrygenta
- 1961–1978: Stanisław Has
- 1978–1980: Jerzy Kurcz
- 1980–1982: Anna Liszka
- 1982–1984: Jan Politowski
- 1984–1994: Adam Korzeniowski
- 1994–2001: Włodzimierz Siedlik
- 2001–2007: Ryszard Źróbek
- 2007–2008: Zygmunt Magiera
- 2008–2009: Tomasz Półtorak
- 2009–2017: Oleg Sznicar
- od 2017: Janusz Wierzgacz

### Dyrygenci chóru żeńskiego
Od 2006, od 2009 jako skład żeński Camerata Jagellonica:
- 2006–2007: s. Adriana Miś CSS
- 2007–2009: Anna Gertner
- 2010-2022: Janusz Wierzgacz
- od 2022: Anita Pyrek-Nąckiewicz[5]

### Dyrygenci chóru mieszanego
Od 2006, od 2009 jako Camerata Jagellonica:
- 2006–2013: Włodzimierz Siedlik
- od 2013: Janusz Wierzgacz

Kierownictwo
Kierownictwo administracyjne Chóru z ramienia Uniwersytetu Jagiellońskiego w latach 1989–2013 sprawował Wiesław Kudzia. Od sierpnia 2013 kierownikiem administracyjnym jest Filip Moszner. Prezesem Chóru w sezonie 2023/24 jest Karim Achmichi.

## Hasło chóru
Leć pieśni w dal, a leć jak grzmot.
Płomienie żądz nadziemskich wznieć!
Ku słońcu zwróć wirowy lot.
W bezkresną dal leć Pieśni leć!
Nim zniknie moc dusz i ciał,
Nim zgaśnie serc płomiennych żar,
Niech w piersi drży młodości szał,
Młodości szał i czar!

Hasło zostało skomponowane w roku 1897 przez Felicjana Szopskiego do słów Edwarda Leszczyńskiego. Tekst „Hasła” został przetłumaczony na języki słowacki, niemiecki, bułgarski i włoski w związku z koncertami Chóru w tych krajach.